# Liste des cantons du Puy-de-Dôme

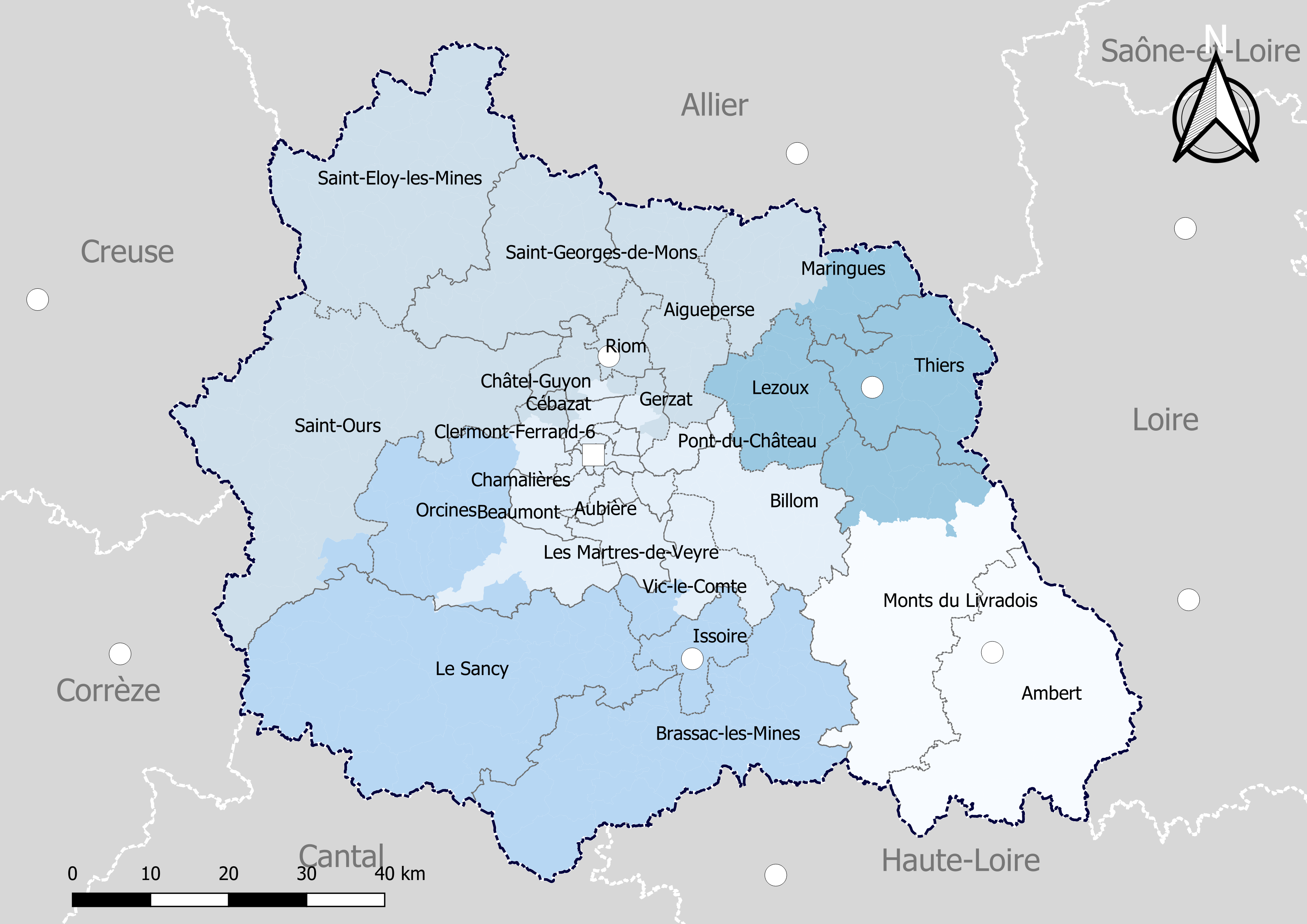
Découpage cantonal du département du Puy-de-Dôme, avec en surimpression les arrondissements (en nuances de bleu) - Carte arrêtée au 1er janvier 2019.

Le département du Puy-de-Dôme compte 31 cantons depuis 2015, à la suite du redécoupage cantonal de 2014.

## Histoire

### Découpage antérieur à 2014
Liste des 61 cantons du département du Puy-de-Dôme, par arrondissement, en 2013 :
- arrondissement d'Ambert - 8 cantons, chef-lieu : Ambert :
canton d'Ambert - canton d'Arlanc - canton de Cunlhat - canton d'Olliergues - canton de Saint-Amant-Roche-Savine - canton de Saint-Anthème - canton de Saint-Germain-l'Herm - canton de Viverols
- arrondissement de Clermont-Ferrand - 25 cantons, chef-lieu : Clermont-Ferrand :
canton d'Aubière - canton de Beaumont[Note 1] - canton de Billom - canton de Bourg-Lastic - canton de Chamalières - canton de Clermont-Ferrand-Centre - canton de Clermont-Ferrand-Est - canton de Clermont-Ferrand-Nord - canton de Clermont-Ferrand-Nord-Ouest - canton de Clermont-Ferrand-Ouest - canton de Clermont-Ferrand-Sud - canton de Clermont-Ferrand-Sud-Est - canton de Clermont-Ferrand-Sud-Ouest - canton de Cournon-d'Auvergne - canton de Gerzat - canton d'Herment - canton de Montferrand - canton de Pont-du-Château - canton de Rochefort-Montagne - canton de Royat - canton de Saint-Amant-Tallende - canton de Saint-Dier-d'Auvergne - canton de Vertaizon - canton de Veyre-Monton - canton de Vic-le-Comte
- arrondissement d'Issoire - 9 cantons, chef-lieu : Issoire :
canton d'Ardes - canton de Besse-et-Saint-Anastaise - canton de Champeix - canton d'Issoire - canton de Jumeaux - canton de Saint-Germain-Lembron - canton de Sauxillanges - canton de Tauves - canton de La Tour-d'Auvergne
- arrondissement de Riom - 13 cantons, chef-lieu : Riom :
canton d'Aigueperse - canton de Combronde - canton d'Ennezat - canton de Manzat - canton de Menat - canton de Montaigut - canton de Pionsat - canton de Pontaumur - canton de Pontgibaud - canton de Randan - canton de Riom-Est - canton de Riom-Ouest - canton de Saint-Gervais-d'Auvergne
- arrondissement de Thiers - 6 cantons, chef-lieu : Thiers :
canton de Châteldon - canton de Courpière - canton de Lezoux - canton de Maringues - canton de Saint-Rémy-sur-Durolle - canton de Thiers

### Redécoupage cantonal de 2014
Dans la poursuite de la réforme territoriale engagée en 2010, l'Assemblée nationale adopte définitivement le 17 avril 2013 la réforme du mode de scrutin pour les élections départementales destinée à garantir la parité hommes/femmes. Les lois (loi organique 2013-402 et loi 2013-403) sont promulguées le 17 mai 2013. Un nouveau découpage territorial est défini par décret du 21 février 2014 pour le département du Puy-de-Dôme. Celui-ci entre en vigueur lors du premier renouvellement général des assemblées départementales suivant la publication du décret, soit en mars 2015. Les conseillers départementaux sont élus au scrutin majoritaire binominal mixte. Les électeurs de chaque canton éliront au Conseil départemental, nouvelle appellation des Conseils généraux, deux membres de sexe différent, qui se présenteront en binôme de candidats. Les conseillers départementaux seront élus pour 6 ans au scrutin binominal majoritaire à deux tours, l'accès au second tour nécessitant 10 % des inscrits au 1er tour. En outre la totalité des conseillers départementaux est renouvelée.
Ce nouveau mode de scrutin nécessite un redécoupage des cantons dont le nombre est divisé par deux avec arrondi à l'unité impaire supérieure si ce nombre n'est pas entier impair et avec des conditions de seuils minimaux. Dans le Puy-de-Dôme le nombre de cantons passe ainsi de 61 à 31.
Les critères du remodelage cantonal sont les suivants : le territoire de chaque canton doit être défini sur des bases essentiellement démographiques, le territoire de chaque canton doit être continu et les communes de moins de 3 500 habitants sont entièrement comprises dans le même canton. Il n’est fait référence, ni aux limites des arrondissements, ni à celles des circonscriptions législatives.
Conformément à de multiples décisions du Conseil constitutionnel depuis 1985 et notamment  sa décision no 2010-618 DC du 9 décembre 2010, il est admis que le principe d’égalité des électeurs au regard des critères démographiques est respecté lorsque le ratio conseiller/habitant de la circonscription est compris dans une fourchette de 20 % de part et d'autre du ratio moyen conseiller/habitant du département. Pour le département du Puy-de-Dôme, la population de référence est la population légale en vigueur au 1er janvier 2013, à savoir la population millésimée 2010, soit 632 311 habitants. Avec 31 cantons la population moyenne par conseiller départemental est de 20 397 habitants. Ainsi la population de chaque nouveau canton doit-elle être comprise entre 16 318 habitants et 24 477 habitants pour respecter le principe de l'égalité citoyenne au vu des critères démographiques.
Les conseillers généraux s'y sont pourtant opposés en majorité le 21 octobre 2013, justifiant des problèmes géographiques : deux communes d'un même canton peuvent être distantes de 60 km. Selon le conseiller général UMP de Rochefort-Montagne Jean-Marc Boyer, la nouvelle carte des cantons « entraîne la disparition des territoires ruraux », sans préserver les intercommunalités et en « ne satisfaisant plus au critère de proximité ».
À la suite de la création dans le Puy-de-Dôme, à partir de 2015, de plusieurs communes nouvelles, la liste des communes pour plusieurs cantons est actualisée par un décret du 7 novembre 2019.

## Composition actuelle

### Composition détaillée
| No | Nom du Canton          | Bureau centralisateur | Population 2010           | Écart /moyenne | Nombre de communes entières | Communes composant le canton |
| -- | ---------------------- | --------------------- | ------------------------- | -------------- | --------------------------- | --- |
| 1  | Aigueperse             | Aigueperse            | 19 924                    | 0,98           | 24                          | Aigueperse, Artonne, Aubiat, Bussières-et-Pruns, Chappes, Chaptuzat, Chavaroux, Clerlande, Effiat, Ennezat, Entraigues, Lussat, Les Martres-d'Artière, Martres-sur-Morge, Montpensier, Saint-Agoulin, Saint-Genès-du-Retz, Saint-Ignat, Saint-Laure, Sardon, Surat, Thuret, Varennes-sur-Morge, Vensat. |
| 2  | Ambert                 | Ambert                | 18 467                    | 0,91           | 30                          | Ambert, Arlanc, Baffie, Beurières, Champétières, La Chaulme, Chaumont-le-Bourg, Doranges, Dore-l'Église, Églisolles, La Forie, Grandrif, Job, Mayres, Marsac-en-Livradois, Medeyrolles, Novacelles, Saillant, Saint-Anthème, Saint-Alyre-d'Arlanc, Saint-Clément-de-Valorgue, Saint-Ferréol-des-Côtes, Saint-Just, Saint-Martin-des-Olmes, Saint-Romain, Sauvessanges, Saint-Sauveur-la-Sagne, Thiolières, Valcivières, Viverols. |
| 3  | Aubière                | Aubière               | 20 406                    | 1              | 3                           | Aubière, Pérignat-lès-Sarliève, Romagnat. |
| 4  | Beaumont               | Beaumont              | 19 429                    | 0,95           | 3                           | Beaumont, Ceyrat, Saint-Genès-Champanelle. |
| 5  | Billom                 | Billom                | 21 429                    | 1,05           | 23                          | Beauregard-l'Évêque, Billom, Bongheat, Bouzel, Chas, Chauriat, Égliseneuve-près-Billom, Espirat, Estandeuil, Fayet-le-Château, Glaine-Montaigut, Isserteaux, Mauzun, Montmorin, Neuville, Reignat, Saint-Bonnet-lès-Allier, Saint-Dier-d'Auvergne, Saint-Jean-des-Ollières, Saint-Julien-de-Coppel, Trézioux, Vassel, Vertaizon. |
| 6  | Brassac-les-Mines      | Brassac-les-Mines     | 22 712                    | 1,11           | 57                          | Antoingt, Anzat-le-Luguet, Apchat, Ardes, Augnat, Auzat-la-Combelle, Bansat, Beaulieu, Bergonne, Boudes, Brassac-les-Mines, Le Breuil-sur-Couze, Chalus, Champagnat-le-Jeune, La Chapelle-Marcousse, La Chapelle-sur-Usson, Charbonnier-les-Mines, Chassagne, Collanges, Dauzat-sur-Vodable, Égliseneuve-des-Liards, Esteil, Gignat, La Godivelle, Jumeaux, Lamontgie, Madriat, Mareugheol, Mazoires, Moriat, Nonette-Orsonnette, Parentignat, Peslières, Les Pradeaux, Rentières, Roche-Charles-la-Mayrand, Saint-Alyre-ès-Montagne, Saint-Étienne-sur-Usson, Saint-Genès-la-Tourette, Saint-Germain-Lembron, Saint-Gervazy, Saint-Hérent, Saint-Jean-en-Val, Saint-Jean-Saint-Gervais, Saint-Martin-d'Ollières, Saint-Martin-des-Plains, Saint-Quentin-sur-Sauxillanges, Saint-Rémy-de-Chargnat, Sauxillanges, Sugères, Ternant-les-Eaux, Usson, Valz-sous-Châteauneuf, Varennes-sur-Usson, Le Vernet-Chaméane, Vichel, Villeneuve. |
| 7  | Cébazat                | Cébazat               | 17 457                    | 0,86           | 5                           | Blanzat, Cébazat, Durtol, Nohanent, Sayat. |
| 8  | Chamalières            | Chamalières           | 21 554                    | 1,06           | 2                           | Chamalières, Royat. |
| 9  | Châtel-Guyon           | Châtel-Guyon          | 22 911                    | 1,12           | 8                           | Châteaugay, Châtel-Guyon, Enval, Malauzat, Marsat, Ménétrol, Mozac, Volvic. |
| 10 | Clermont-Ferrand-1     | Clermont-Ferrand      | fraction Clermont-Ferrand |                | fraction Clermont-Ferrand   | Partie de la commune de Clermont-Ferrand située au nord de l'axe des voies et limites suivantes : depuis la limite territoriale de la commune de Blanzat, ruisseau du Cheval, chemin de la Concordance, limite entre les parcelles cadastrales MY et MR, rue de la Fontcimagne, rue du Crouzet, rue du Docteur-Bousquet, boulevard Etienne-Clémentel, boulevard Léon-Jouhaux, boulevard Vincent-Auriol jusqu'à l'intersection avec la rue du Moulin-des-Trois-Roues, ligne de chemin de fer, boulevard Ambroise-Brugière, boulevard Saint-Jean, avenue de l'Agriculture, avenue du Brézet jusqu'à la limite territoriale de la commune de Lempdes. |
| 11 | Clermont-Ferrand-2     | Clermont-Ferrand      | fraction Clermont-Ferrand |                | fraction Clermont-Ferrand   | partie de la commune de Clermont-Ferrand située à l'est de l'axe des voies et limites suivantes : depuis la limite territoriale de la commune de Lempdes, avenue de Brézet, avenue de l'Agriculture, boulevard Saint-Jean, boulevard Ambroise-Brugière, ligne de chemin de fer jusqu'à l'intersection avec la rue du Moulin-des-Trois-Roues, boulevard Vincent-Auriol, boulevard Léon-Jouhaux, boulevard Etienne-Clémentel, rue Robert-Marchadier, rue de la Grolière, rue du Clos-Four, rue de Cataroux, avenue de la République, rue de Châteaudun, avenue de l'Union-Soviétique, esplanade de la Gare, avenue Carnot, ligne de chemin de fer d'Ussel à Clermont-Ferrand, boulevard La Fayette, boulevard Jacques-Bingen, boulevard Gustave-Flaubert, boulevard Robert-Schumann, rue Ernest-Cristal, jusqu'à la limite territoriale de la commune d'Aubière.                                                                        |
| 12 | Clermont-Ferrand-3     | Clermont-Ferrand      | fraction Clermont-Ferrand |                | fraction Clermont-Ferrand   | Partie de la commune de Clermont-Ferrand située au sud de l'axe des voies et limites suivantes : depuis la limite territoriale de la commune d'Aubière, rue Ernest-Cristal, boulevard Robert-Schumann, boulevard Gustave-Flaubert, boulevard Jacques-Bingen, boulevard La Fayette, boulevard Côte-Blatin, avenue Léon-Blum, ligne de chemin de fer d'Ussel à Clermont-Ferrand, rue Etienne-Dolet, jusqu'à la limite territoriale de la commune de Beaumont. |
| 13 | Clermont-Ferrand-4     | Clermont-Ferrand      | fraction Clermont-Ferrand |                | fraction Clermont-Ferrand   | partie de la commune de Clermont-Ferrand située au sud de l'axe des voies et limites suivantes : depuis la limite territoriale de la commune de Beaumont, rue Etienne-Dolet, ligne de chemin de fer d'Ussel à Clermont-Ferrand, avenue Léon-Blum, boulevard Côte-Blatin, boulevard La Fayette, cours Sablon, avenue Carnot, rue du Maréchal-Joffre, place Hippolyte-Renoux, rue du Maréchal-de-Lattre-de-Tassigny, rue Saint-Genès, place Royale, place de la Victoire, rue du Terrail, rue des Grands-Jours, rue Philippe-Marcombes, rue Saint-Hérem, place Gilbert-Gaillard, rue Fontgiève, rue Gabriel-Péri, rue Blatin, place de Jaude, place de la Résistance, rue Gonod, boulevard Charles-de-Gaulle, boulevard Pasteur, jusqu'à la limite territoriale de la commune de Chamalières. |
| 14 | Clermont-Ferrand-5     | Clermont-Ferrand      | fraction Clermont-Ferrand |                | fraction Clermont-Ferrand   | Partie de la commune de Clermont-Ferrand située à l'ouest de l'axe des voies et limites suivantes : depuis la limite territoriale de la commune de Chamalières, boulevard Pasteur, boulevard Charles-de-Gaulle, rue Gonod, place de la Résistance, place de Jaude, rue Blatin, rue Gabriel-Péri, rue Fontgiève, place Gilbert-Gaillard, rue André-Moinier, rue Montlosier, rue Jean-Richepin, rue Henri-Simon, place des Trois-Ponts, rue Thévenod-Thibaud, rue Champfleuri, rue de la Fontaine-du-Large, boulevard Maurice-Pourchon, rue Bréguet, rue Châteaubriand, rue des Chanelles, rue Armand-Fallières, rue de Nohanent, jusqu'à la limite territoriale de la commune de Durtol. |
| 15 | Clermont-Ferrand-6     | Clermont-Ferrand      | fraction Clermont-Ferrand |                | fraction Clermont-Ferrand   | Partie de la commune de Clermont-Ferrand non incluse dans les cantons de Clermont-Ferrand-1, Clermont-Ferrand-2, Clermont-Ferrand-3, Clermont-Ferrand-4 et Clermont-Ferrand-5. |
| 16 | Cournon-d'Auvergne     | Cournon-d'Auvergne    | 23 940                    | 1,17           | 2                           | Le Cendre, Cournon-d'Auvergne. |
| 17 | Gerzat                 | Gerzat                | 17 611                    | 0,86           | 4                           | Aulnat, Gerzat, Malintrat, Saint-Beauzire. |
| 18 | Issoire                | Issoire               | 19 920                    | 0,98           | 10                          | Aulhat-Flat, Brenat, Le Broc, Issoire, Meilhaud, Orbeil, Pardines, Perrier, Saint-Babel, Saint-Yvoine. |
| 19 | Lezoux                 | Lezoux                | 17 569                    | 0,86           | 14                          | Bort-l'Étang, Bulhon, Crevant-Laveine, Culhat, Joze, Lempty, Lezoux, Moissat, Orléat, Peschadoires, Ravel, Saint-Jean-d'Heurs, Seychalles, Vinzelles. |
| 20 | Maringues              | Maringues             | 17 063                    | 0,84           | 20                          | Bas-et-Lezat, Beaumont-lès-Randan, Charnat, Châteldon, Lachaux, Limons, Luzillat, Maringues, Mons, Noalhat, Paslières, Puy-Guillaume, Randan, Ris, Saint-André-le-Coq, Saint-Clément-de-Régnat, Saint-Denis-Combarnazat, Saint-Priest-Bramefant, Saint-Sylvestre-Pragoulin, Villeneuve-les-Cerfs. |
| 21 | Les Martres-de-Veyre   | Les Martres-de-Veyre  | 21 540                    | 1,06           | 11                          | Authezat, Chanonat, Corent, Le Crest, Les Martres-de-Veyre, Orcet, La Roche-Blanche, Saint-Amant-Tallende, La Sauvetat, Tallende, Veyre-Monton. |
| 22 | Les Monts du Livradois | Courpière             | 18 050                    | 0,88           | 38                          | Aix-la-Fayette, Aubusson-d'Auvergne, Augerolles, Auzelles, Bertignat, Brousse, Le Brugeron, Ceilloux, Chambon-sur-Dolore, La Chapelle-Agnon, Condat-lès-Montboissier, Courpière, Cunlhat, Domaize, Échandelys, Fayet-Ronaye, Fournols, Grandval, Marat, Le Monestier, Néronde-sur-Dore, Olmet, Olliergues, La Renaudie, Saint-Amant-Roche-Savine, Saint-Bonnet-le-Bourg, Saint-Bonnet-le-Chastel, Saint-Éloy-la-Glacière, Saint-Flour-l'Étang, Saint-Germain-l'Herm, Saint-Gervais-sous-Meymont, Saint-Pierre-la-Bourlhonne, Sainte-Catherine, Sauviat, Sermentizon, Tours-sur-Meymont, Vertolaye, Vollore-Ville. |
| 23 | Orcines                | Orcines               | 16 771                    | 0,82           | 23                          | Aurières, Aydat, Ceyssat, Chanat-la-Mouteyre, Cournols, Gelles, Heume-l'Église, Laqueuille, Mazaye, Nébouzat, Olby, Olloix, Orcines, Orcival, Perpezat, Rochefort-Montagne, Saint-Bonnet-près-Orcival, Saint-Pierre-Roche, Saint-Sandoux, Saint-Saturnin, Saulzet-le-Froid, Le Vernet-Sainte-Marguerite, Vernines. |
| 24 | Pont-du-Château        | Pont-du-Château       | 20 364                    | 1              | 3                           | Lempdes, Mur-sur-Allier, Pont-du-Château. |
| 25 | Riom                   | Riom                  | 22 603                    | 1,11           | 5                           | Chambaron-sur-Morge, Le Cheix, Pessat-Villeneuve, Riom, Saint-Bonnet-près-Riom. |
| 26 | Saint-Éloy-les-Mines   | Saint-Éloy-les-Mines  | 16 508                    | 0,81           | 35                          | Ars-les-Favets, Ayat-sur-Sioule, Biollet, Bussières, Buxières-sous-Montaigut, La Cellette, Charensat, Châteauneuf-les-Bains, Château-sur-Cher, La Crouzille, Durmignat, Espinasse, Gouttières, Lapeyrouse, Menat, Montaigut, Moureuille, Neuf-Église, Pionsat, Le Quartier, Roche-d'Agoux, Saint-Éloy-les-Mines, Saint-Gervais-d'Auvergne, Saint-Hilaire, Saint-Julien-la-Geneste, Saint-Maigner, Saint-Maurice-près-Pionsat, Saint-Priest-des-Champs, Sainte-Christine, Sauret-Besserve, Servant, Teilhet, Vergheas, Virlet, Youx. |
| 27 | Saint-Georges-de-Mons  | Saint-Georges-de-Mons | 17 638                    | 0,86           | 28                          | Les Ancizes-Comps, Beauregard-Vendon, Blot-l'Église, Champs, Charbonnières-les-Vieilles, Combronde, Davayat, Gimeaux, Jozerand, Lisseuil, Loubeyrat, Manzat, Marcillat, Montcel, Pouzol, Prompsat, Queuille, Saint-Angel, Saint-Gal-sur-Sioule, Saint-Georges-de-Mons, Saint-Hilaire-la-Croix, Saint-Myon, Saint-Pardoux, Saint-Quintin-sur-Sioule, Saint-Rémy-de-Blot, Teilhède, Vitrac, Yssac-la-Tourette. |
| 28 | Saint-Ours             | Saint-Ours            | 17 038                    | 0,84           | 40                          | Bourg-Lastic, Briffons, Bromont-Lamothe, La Celle, Chapdes-Beaufort, Charbonnières-les-Varennes, Cisternes-la-Forêt, Combrailles, Condat-en-Combraille, Fernoël, Giat, La Goutelle, Herment, Landogne, Lastic, Messeix, Miremont, Montel-de-Gelat, Montfermy, Pontaumur, Pontgibaud, Prondines, Pulvérières, Puy-Saint-Gulmier, Saint-Avit, Saint-Étienne-des-Champs, Saint-Germain-près-Herment, Saint-Hilaire-les-Monges, Saint-Jacques-d'Ambur, Saint-Julien-Puy-Lavèze, Saint-Ours, Saint-Pierre-le-Chastel, Saint-Sulpice, Sauvagnat, Savennes, Tortebesse, Tralaigues, Verneugheol, Villosanges, Voingt. |
| 29 | Le Sancy               | La Bourboule          | 19 415                    | 0,95           | 43                          | Avèze, Bagnols, Besse-et-Saint-Anastaise, La Bourboule, Chambon-sur-Lac, Champeix, Chastreix, Chidrac, Clémensat, Compains, Courgoul, Cros, Égliseneuve-d'Entraigues, Espinchal, Grandeyrolles, Labessette, Larodde, Ludesse, Mont-Dore, Montaigut-le-Blanc, Murat-le-Quaire, Murol, Picherande, Saint-Cirgues-sur-Couze, Saint-Diéry, Saint-Donat, Saint-Floret, Saint-Genès-Champespe, Saint-Nectaire, Saint-Pierre-Colamine, Saint-Sauves-d'Auvergne, Saint-Victor-la-Rivière, Saint-Vincent, Saurier, Singles, Solignat, Tauves, La Tour-d'Auvergne, Tourzel-Ronzières, Trémouille-Saint-Loup, Valbeleix, Verrières, Vodable. |
| 30 | Thiers                 | Thiers                | 22 766                    | 1,12           | 13                          | Arconsat, Celles-sur-Durolle, Chabreloche, Dorat, Escoutoux, La Monnerie-le-Montel, Palladuc, Saint-Rémy-sur-Durolle, Saint-Victor-Montvianeix, Sainte-Agathe, Thiers, Viscomtat, Vollore-Montagne. |
| 31 | Vic-le-Comte           | Vic-le-Comte          | 19 366                    | 0,95           | 19                          | Busséol, Chadeleuf, Coudes, Laps, Manglieu, Montpeyroux, Mirefleurs, Neschers, Parent, Pérignat-sur-Allier, Pignols, Plauzat, La Roche-Noire, Saint-Georges-sur-Allier, Saint-Maurice, Sallèdes, Sauvagnat-Sainte-Marthe, Vic-le-Comte, Yronde-et-Buron. |
|    |                        |                       | 632 311                   |                | 464                         | |

### Répartition par arrondissement
Contrairement à l'ancien découpage où chaque canton était inclus à l'intérieur d'un seul arrondissement, le nouveau découpage territorial s'affranchit des limites des arrondissements. Certains cantons peuvent être composés de communes appartenant à des arrondissements différents. Dans le département du Puy-de-Dôme, c'est le cas de sept cantons (Aigueperse, Gerzat, Lezoux, Maringues, Les Monts du Livradois, Saint-Ours et Le Sancy).
Le tableau suivant présente la répartition par arrondissement :
| No | Canton                 | Ambert | Clermont-Ferrand          | Issoire | Riom | Thiers | Total                     |
| -- | ---------------------- | ------ | ------------------------- | ------- | ---- | ------ | ------------------------- |
| 1  | Aigueperse             |        | 2                         |         | 22   |        | 24                        |
| 2  | Ambert                 | 30     |                           |         |      |        | 30                        |
| 3  | Aubière                |        | 3                         |         |      |        | 3                         |
| 4  | Beaumont               |        | 3                         |         |      |        | 3                         |
| 5  | Billom                 |        | 23                        |         |      |        | 23                        |
| 6  | Brassac-les-Mines      |        |                           | 57      |      |        | 57                        |
| 7  | Cébazat                |        | 5                         |         |      |        | 5                         |
| 8  | Chamalières            |        | 2                         |         |      |        | 2                         |
| 9  | Châtel-Guyon           |        |                           |         | 8    |        | 8                         |
| 10 | Clermont-Ferrand-1     |        | fraction Clermont-Ferrand |         |      |        | fraction Clermont-Ferrand |
| 11 | Clermont-Ferrand-2     |        | fraction Clermont-Ferrand |         |      |        | fraction Clermont-Ferrand |
| 12 | Clermont-Ferrand-3     |        | fraction Clermont-Ferrand |         |      |        | fraction Clermont-Ferrand |
| 13 | Clermont-Ferrand-4     |        | fraction Clermont-Ferrand |         |      |        | fraction Clermont-Ferrand |
| 14 | Clermont-Ferrand-5     |        | fraction Clermont-Ferrand |         |      |        | fraction Clermont-Ferrand |
| 15 | Clermont-Ferrand-6     |        | fraction Clermont-Ferrand |         |      |        | fraction Clermont-Ferrand |
| 16 | Cournon-d'Auvergne     |        | 2                         |         |      |        | 2                         |
| 17 | Gerzat                 |        | 3                         |         | 1    |        | 4                         |
| 18 | Issoire                |        |                           | 10      |      |        | 10                        |
| 19 | Lezoux                 |        | 3                         |         |      | 11     | 14                        |
| 20 | Maringues              |        |                           |         | 10   | 10     | 20                        |
| 21 | Les Martres-de-Veyre   |        | 11                        |         |      |        | 11                        |
| 22 | Les Monts du Livradois | 25     | 4                         |         |      | 9      | 38                        |
| 23 | Orcines                |        | 23                        |         |      |        | 23                        |
| 24 | Pont-du-Château        |        | 3                         |         |      |        | 3                         |
| 25 | Riom                   |        |                           |         | 5    |        | 5                         |
| 26 | Saint-Éloy-les-Mines   |        |                           |         | 35   |        | 35                        |
| 27 | Saint-Georges-de-Mons  |        |                           |         | 28   |        | 28                        |
| 28 | Saint-Ours             |        | 13                        |         | 27   |        | 40                        |
| 29 | Le Sancy               |        | 3                         | 40      |      |        | 43                        |
| 30 | Thiers                 |        |                           |         |      | 13     | 13                        |
| 31 | Vic-le-Comte           |        | 14                        | 5       |      |        | 19                        |
|    |                        | 55     | 118                       | 112     | 136  | 43     | 464                       |